# سانتی کوسما
سانتی کوسما (به ایتالیایی: Santi Cosma e Damiano) یک کومونه در ایتالیا است که در استان لاتینا واقع شده‌است. سانتی کوسما ۳۱٫۶۱ کیلومتر مربع مساحت و ۶٬۹۶۷ نفر جمعیت دارد و ۱۸۱ متر بالاتر از سطح دریا واقع شده‌است.